# Achille Gallier
Achille Gallier, né le 6 juin 1814 à Bayonne et mort le 26 septembre 1871 à Paris, est un peintre français.

## Biographie
Achille Gatien Gallier est le fils de Joseph Gallier, marchand de comestibles, et de Julie Prosper Sonnet (1791-?).
Élève d'Antoine-Jean Gros et de Théodore Caruelle d'Aligny, il expose au Salon de 1834 à 1870.
Il séjourne de 1840 à 1860 en Italie, où il fonde une famille : son épouse Suzanne Françoise Hans-Jacob (1816-1908) met au monde plusieurs enfants, dont Frédéric Joseph Jules Gallier (1851-1925), militaire de carrière.
La famille s'établit ensuite à Paris.
Achille Gallier est chargé de peindre trois dessus de porte destinés au salon des Paysages au Palais de l'Élysée : Il Ponte Nomentano, Un Coin de la villa Borghèse et Mandragone.
Il quitte Paris lorsqu'éclate la guerre de 1870. Il s'installe un temps en Suisse puis projette son retour à Paris.
Le 16 septembre 1871, il est gravement accidenté sur la ligne de chemin de fer Lyon-Paris, à hauteur de Chapelle-Champigny (près de Sens). Ses deux jambes sont coupées et il succombe quelques jours plus tard. La famille intente un procès contre la compagnie, puis se sépare des tableaux, aquarelles, figures, fusains, dessins et modèles lors de la vente à l'hôtel Drouot le 8 février 1872.
Il meurt à l'âge de 57 ans à son domicile de la rue Blanche. Il est inhumé au cimetière de Montmartre.

## Œuvres exposées aux Salons parisiens
- Portrait de M. J., au Salon de 1834
- Une Métairie aux environs de Bayonne (Basses Pyrénées), au Salon de 1835
- Intérieur de cour à Bayonne, au Salon de 1835
- Vue prise à la mare du parc aux bœufs, forêt de Fontainebleau, au Salon de 1836
- Tête d’étude de chien, au Salon de 1836
- Intérieur de cour à Bayonne, au Salon de 1838 (Arras)
- Vue prise sur les hauteurs de Saint-Sauveur (Hautes-Pyrénées), au Salon de 1838
- Habitation d'un laboureur aux environs de Bayonne (Basses-Pyrénées), au Salon de 1838
- Intérieur de cour dans le Midi de la France, au Salon de 1838
- Jeune paysanne albanaise (environs de Rome), au Salon de 1843 (Genève)
- Une riche paysanne de Montreux, au Salon de 1843 (Genève)
- L'Amour sacré et l’Amour profane, d’après Le Titien, au Salon de 1861, aquarelle
- Villa italienne, au Salon de 1866
- Souvenir de Normandie, au Salon de 1866
- Villas et paysages italiens pour dessus de porte, au Salon de 1866
- Aquarelle, d’après une Peinture de Titien, de la galerie Borghèse, au Salon de 1867, aquarelle
- Jeune Pâtre de la campagne romaine, au Salon de 1868, dessin
- Vue de Frascati, au Salon de 1868, aquarelle
- Carmello, enfant des Abruzzes, au Salon de 1869, dessin
- Vue prise à Maisons-Laffitte, au Salon de 1869, aquarelle
- Jeune Enfant de la campagne romaine ; dessin, au Salon de 1870
- Vue prise aux environs de Rome, au Salon de 1870, aquarelle